# Gli esploratori del tempo
Gli esploratori del tempo (Minutemen) è un film per la televisione del 2008. Protagonista assoluto del film è Jason Dolley, già conosciuto nella serie televisiva, Cory alla Casa Bianca. Il film venne scritto da John Killoran, da una storia di David Diamond e David Weissman. Inizialmente il film doveva essere trasmesso in Prima TV mondiale nel mese di marzo 2008, ma stando al sito ufficiale, la pellicola è stato anticipata al 25 gennaio 2008 su Disney Channel e, in Canada, su Family Channel.

## Trama
Murray (Utah), 3 settembre 2005. Virgil Fox, Derek Beaugard e Stephanie Jameson sono al loro primo giorno di liceo e decidono di provare varie attività. Durante una partita di allenamento della squadra di football della scuola, un giovane ragazzo di nome Charlie Tuttle interrompe il gioco entrando in campo con un sidecar da lui modificato e per questo motivo viene sbeffeggiato dai giocatori; in suo aiuto accorre Virgil, che però rimane anch'egli coinvolto nel parapiglia e i due vengono appesi sulla statua principale della scuola.
Tre anni dopo Virgil e Charlie sono diventati amici, ma sono ritenuti dei perdenti dagli altri ragazzi della scuola. Charlie rivela a Virgil di essere al lavoro su una macchina del tempo. I due, insieme a Zeke Thompson, fondando il gruppo dei Minutemen e iniziano la realizzazione della macchina; vengono aiutati anche da Jeanette Pachelewski, una ragazza stramba innamorata di Charlie. Ben presto, però, cominceranno i guai: il gruppo viene messo sotto controllo dall'FBI poiché Charlie aveva rubato l'idea da alcuni file della NASA archiviati da più di quarant'anni. Charlie, per ora pensa di non usare la macchina, ma quando Stephanie, migliore amica di Virgil fin dall'infanzia, della quale lui ha una cotta, perde la borsa di studio. Quindi decide di aiutarla utilizzando la macchina del tempo e, nel contempo, allontanandosi dai suoi amici. Charlie scopre che hanno creato una distorsione temporale, e che, secondo i loro calcoli potrebbe condurre alla fine del mondo: l'unica soluzione, pare è di gettarvisi dentro. Vengono catapultati al 3 settembre 2005, il primo giorno di liceo, quando Virgil e Charlie erano stati appesi alla statua principale della scuola vestiti da cheerleader; Virgil odia da morire quel giorno perché ha reso difficile la sua esperienza scolastica nei tre anni successivi, mentre per Charlie è il giorno preferito perché gli ha permesso di incontrare un vero amico. Una volta capito che Derek non è una persona fedele, poiché anche lui aveva avuto l'idea di appenderli alla statua, Virgil decide di non cambiare il corso degli eventi. Dopo essere riusciti a rientrare nel presente attraverso un vortice, i Minutemen tornano al giorno del loro primo viaggio e il nostro protagonista confessa a Stephanie di essere innamorato di lei e la ragazza lo ricambia. Nel frattempo Charlie bacia Jeanette, che lo aveva baciato prima che lui ed il suo gruppo si gettassero nel buco nero e Zeke fa il primo passo con delle ragazze: non è più il misterioso ragazzo appassionato di meccanica.

## Personaggi
- Virgil Fox (Jason Dolley): è il migliore amico di Charlie, in passato era amico di Derek, è innamorato di Stephanie, e non è un ragazzo popolare.
- Charlie Tuttle (Luke Benward): è un genio e inventore, ed alla fine del film si innamora di Jeanette.
- Ezekiel (Zeke) Thompson (Nicholas Braun): è un ragazzo solitario e ostile ed esperto di meccanica, come il padre, proprietario della Thompson's Cycle Cemetery; sembra duro ma ha un grande cuore.
- Stephanie Jameson (Chelsea Staub): è l'ex fidanzata di Derek Beaugard e la migliore amica di Virgil.
- Derek Beaugard (Steven R. McQueen): era il migliore amico di Virgil durante il primo anno di liceo.
- Jeanette Pachelewski (Kara Crane): è l'assistente dei Minutemen ed è innamorata di Charlie.
- Chester (Dexter Darden): è il compagno di liceo di Charlie e Virgil; quando i Minutemen lo salvano rompe la sua amicizia con i due ragazzi.
- Vice Preside Talken (J. P. Manoux)

## Produzione
Disney Channel ha confermato l'uscita del nuovo film sul sito stampa del canale, il 14 luglio 2007, annunciando l'inizio della produzione de, Gli esploratori del tempo. Trama, protagonisti, sceneggiatori, produttori esecutivi e regista furono annunciati nel comunicato. Inoltre sempre in questo annuncio fu svelata la produzione di un altro film intitolato, Camp Rock.

## Luoghi
Gli esploratori del tempo è stato filmato alla Murray High School in Murray (Utah), una periferia di Salt Lake City. Anche il film Disney per la televisione Scrittrice per caso fu girato alla scuola Murray High, in cui tra l'altro proprio Jason Dolley aveva un ruolo in quel film. Le scene di football sono state invece girate alla Highland High School situata a Sugar House, un'altra periferia di Salt Lake City.